# Place du Général-Leclerc (Saint-Mandé)
Pour les articles homonymes, voir Place du Général-Leclerc.
La place du Général-Leclerc est une voie de communication de Saint-Mandé.

## Situation et accès

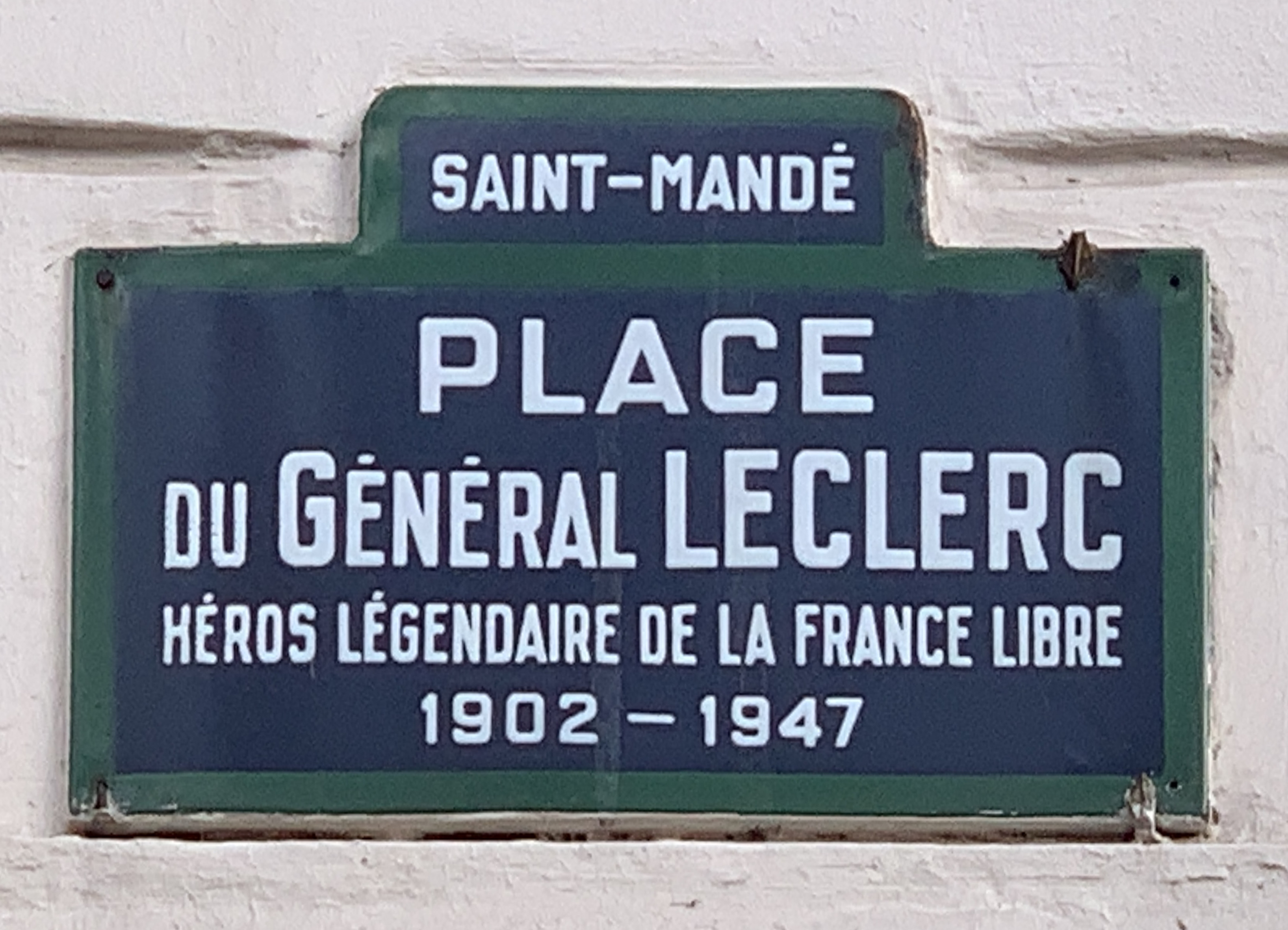
Plaque Place du Général-Leclerc.

La place du Général-Leclerc est desservie par la station de métro Saint-Mandé sur la ligne 1 du métro de Paris.
Elle est le point de rencontre de l'avenue de Paris, de l'avenue Foch, de l'avenue Joffre (anciennement rue d'Alsace-Lorraine) et de l'avenue du Général-de-Gaulle (anciennement rue de la République).

## Origine du nom
Cette place porte le nom du maréchal Philippe Leclerc de Hauteclocque.

## Historique
Cette place constitue l’extrémité orientale de la chaussée tracée en 1660 par l'architecte Louis Le Vau depuis la place du Trône, actuelle place de la Nation.
Le 30 janvier 1918, pendant la Première Guerre mondiale, la « place de la Tourelle » est bombardée par des Gothas allemands,.
Elle prend sa dénomination actuelle après la Libération.

## La tourelle de Saint-Mandé

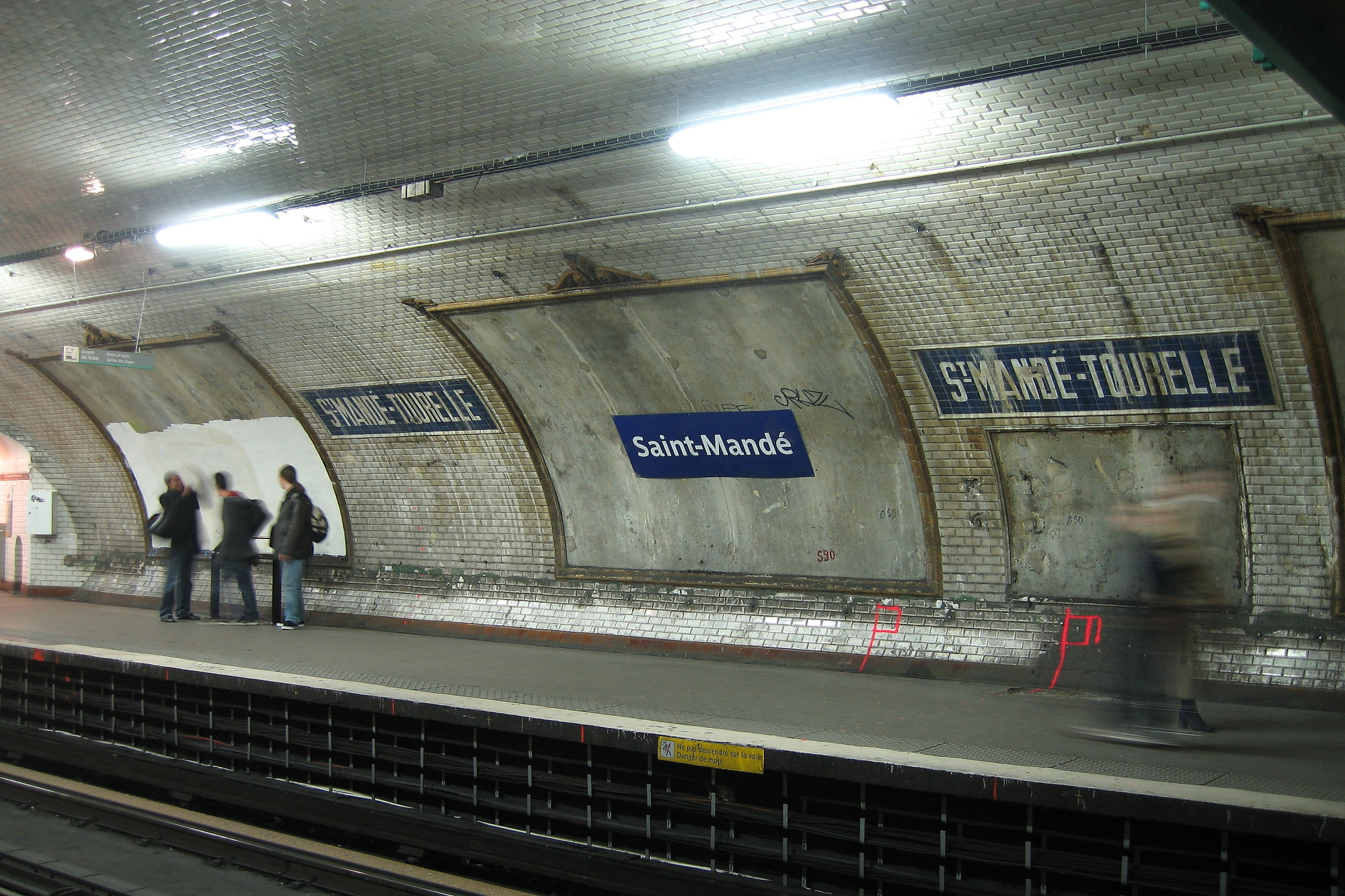
Métro Saint-Mandé-Tourelle.

La place du Général-Leclerc s'appelait autrefois « place de la Tourelle », appellation qui subsiste jusqu'en 1937 dans le nom de la station de métro Saint-Mandé - Tourelle. Il existait similairement une avenue de la Tourelle, et encore actuellement une route de la Tourelle dans le bois de Vincennes.
Cet ancien toponyme provient de la tourelle de Saint-Mandé.
Construite sous le roi Louis VII au XIIe siècle, ou bien au XIVe siècle, à côté de la maison des gardes, elle était une défense avancée du château de Vincennes.
Elle se situait à l'angle nord-ouest du mur de clôture du bois de Vincennes, à l'angle de l'avenue Foch et de l'avenue de Paris. Elle fut restaurée à plusieurs reprises, transformée en hôtellerie puis démolie en 1908. Elle apparaît encore sur le blason de la ville.

## Bâtiments remarquables et lieux de mémoire
- Mémorial du Général Leclerc[11].